# Trypocopris alpinus
Trypocopris alpinus is een keversoort uit de familie mesttorren (Geotrupidae). De wetenschappelijke naam van de soort werd in 1825 gepubliceerd door Sturm & Hagenbach.